# Österreichischer Frauen-Fußballcup 1974/75
Der Österreichische Frauen-Fußballcup wurde in der Saison 1974/75 unter dem Namen Frauen-Fußball-Cup, ausgerichtet vom Wiener Fußball-Verband, zum dritten Mal ausgespielt. Den Pokal gewann zum zweiten Mal der USC Landhaus.

## Teilnehmende Mannschaften
Für den österreichischen Frauen-Fußballcup hätten sich anhand der Teilnahme der Liga der Saison 1974/75 folgende 8(!!) Mannschaften, die nach der Saisonplatzierung der Saison 1973/74 geordnet sind, qualifiziert. Teams, die als durchgestrichen gekennzeichnet sind, nahmen zwar an der Saison 1973/74 teil, waren in dieser Saison in der Meisterschaft nicht spielberechtigt und spielten daher nicht um den Pokal mit.
| Damenliga Ost (8) |
| --- |
| - USC Landhaus (W) - DFC Ostbahn XI (W) (C) - SV Kagran (W) - SV Enzesfeld-Hirtenberg (NÖ) - SG USC Halbturn/SC Breitenbrunn (B) - SC Stetteldorf (NÖ) - KSV Ankerbrot Wien (W) (N) - SC Hainfeld (W) (N) - SV Pauker Wien (W) (N) |
| Erläuterungen Länderkürzel: (B): Burgenland, (NÖ): Niederösterreich, (W): Wien |

| (C) | amtierender Cupsieger 1973/74    |
| (N) | Neuaufsteiger der Saison 1974/75 |

## Turnierverlauf
Es liegen keine Informationen über Ergebnisse der Cuprunden vor dem Finale vor.
Finale

Das Finale wurde im Franz-Horr-Stadion in Wien ausgetragen.
| Datum        |              | Ergebnis |                     |
| ------------ | ------------ | -------- | ------------------- |
| keine Angabe | USC Landhaus | 2:0      | DFC Ostbahn XI Wien |